# Amolops archotaphus
Amolops archotaphus es una especie de anfibio anuro de la familia Ranidae.

## Distribución geográfica yhábitat
Es endémica del noroeste de Tailandia; quizá en la zona adyacente de Birmania. Su rango altitudinal oscila entre 1100 y 1800 m s. n. m..